# Batangafo
Batangafo est une ville de République centrafricaine située dans la préfecture d'Ouham dont elle constitue l'une des cinq sous-préfectures.

## Géographie

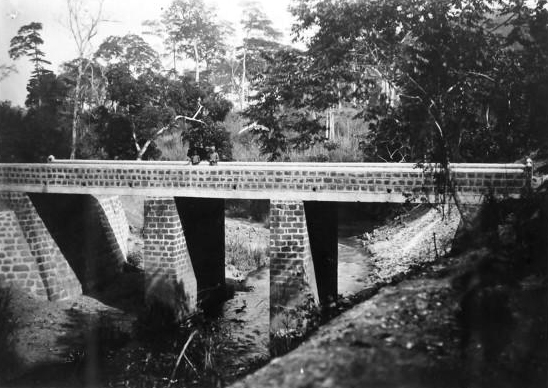
Route reliant Batangafo à Bangui (1924)

Batangafo se trouve au centre-ouest de la République centrafricaine, à proximité de la frontière avec le Tchad, à environ 382 km au nord de la capitale Bangui. La ville est située au confluent des rivières Ouham et Fafa.
Elle est traversée par la route nationale RN4 reliant Bouca à Kabo.
La commune de Batangafo située au centre-est de la préfecture de l’Ouham, est entourée de deux communes limitrophes.
|      |           |        |
| Bédé | Batangafo | Ouassi |
|      |           |        |

## Histoire
En 1928, est fondée la mission catholique Notre Dame de l’Immaculée Conception de Batangafo.
Le samedi 21 février 2009, une attaque a été lancée contre la ville de Batangafo par des combattants du Front démocratique du peuple centrafricain (FDPC) dirigé par Abdoulaye Miskine, qui se sont heurtés aux Forces armées centrafricaines (FACA). Des bâtiments administratifs et des installations d'ONG humanitaires ont été saccagés et pillés. Ces violences ont semé la panique parmi les habitants et entraîné des déplacements de populations. Lors de la reprise des combats en décembre 2012 entre les FACA loyalistes et la coalition rebelle de Séléka la ville tombe aux mains des rebelles,.
En février 2016, le camp de déplacés internes de Batangafo est l'un des plus importants du pays, il compte près de 30 000 personnes.

## Administration et quartiers
La sous-préfecture de Batangafo est constituée de cinq communes : Bakassa, Batangafo, Bédé, Hama, Ouassi. La commune urbaine de Batangafo compte 31 quartiers recensés en 2003 : Arabe, Bac 1, Bac 2, Bagga, Banda, Bissangai, Bornou, Boro-Kette, Boro-Kota, Boskeda, Bozoro, Combattant 1, Combattant 2, Dangavo, Djingao, Gbeguele, Haoussa, Haoussa 1, Haoussa 2, Issa-Mandja, Kaninga, Kokokette, Lingui, Nago, Ngoui, Rengai, Tarabanda, Tatadoulou, Yabende, Yarrissi, Zimbo Bagga.

## Société
La localité est le siège de la paroisse catholique Notre Dame de l’Immaculée Conception de Batangafo, elle dépend du diocèse de Bossangoa.

## Économie
La ville est dotée d'un aéroport (code AITA : BTG)